# Victor Le Baube
 (septembre 2011).
Pour les articles homonymes, voir Le Baube.
Victor Henri Le Baube né le 15 novembre 1859 à Montivilliers (Seine-Maritime) et mort le 29 septembre 1933 à Osny (Val-d'Oise) est un peintre français.

## Biographie
Victor est le fils de Jules Le Baube (né en 1820 à Ingouville - devenu faubourg du Havre en 1853, mort en 1880 au Havre) et d'Henriette Cécile Eugénie Petit ( née en 1831 à Rouen et décédée à Paris en 1908). Jules est avocat à Paris puis au Havre, écrivain et auteur de poésies; il sera aussi membre de l'Institut Historique de France, de la Société des Gens de Lettres et Consul de Saint-Marin au Havre (1876) entre autres.
Victor descend par ses parents de deux anciennes familles normandes, les Le Baube, hommes de loi ou maîtres artisans, déjà présents à Fécamp au XVIe siècle et les Petit, marins ou négociants au Havre depuis le milieu du XVIIIe siècle. Son grand-père, Jean Baptiste Sénateur Le Baube a été pharmacien major dans l'armée napoléonienne et a été notamment présent au siège de Dantzig (1806), à celui de Cadix (1810 - 1812)  et à la "bataille des nations" à Leipzig (1813).
Après ses études  au lycée du Havre Victor vient s'installer à Paris où tout en travaillant il est élève de Jacques Adrien Sauzay, il étudie également la peinture dans l'atelier de Fernand Cormon au 104 du boulevard de Clichy.
En 1900 il fait l'acquisition à Osny d'une demeure du XVIIIe siècle, appelée "le Petit Château", à deux pas duquel se trouve l'atelier de William Thornley avec qui il nouera des liens d'amitié.

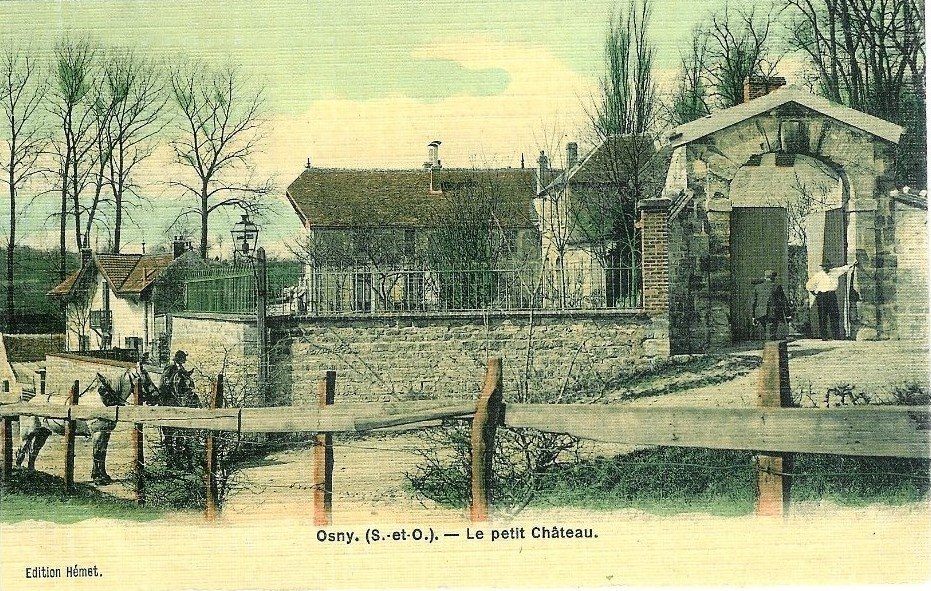
Le petit Château carte postale début du XXe siècle

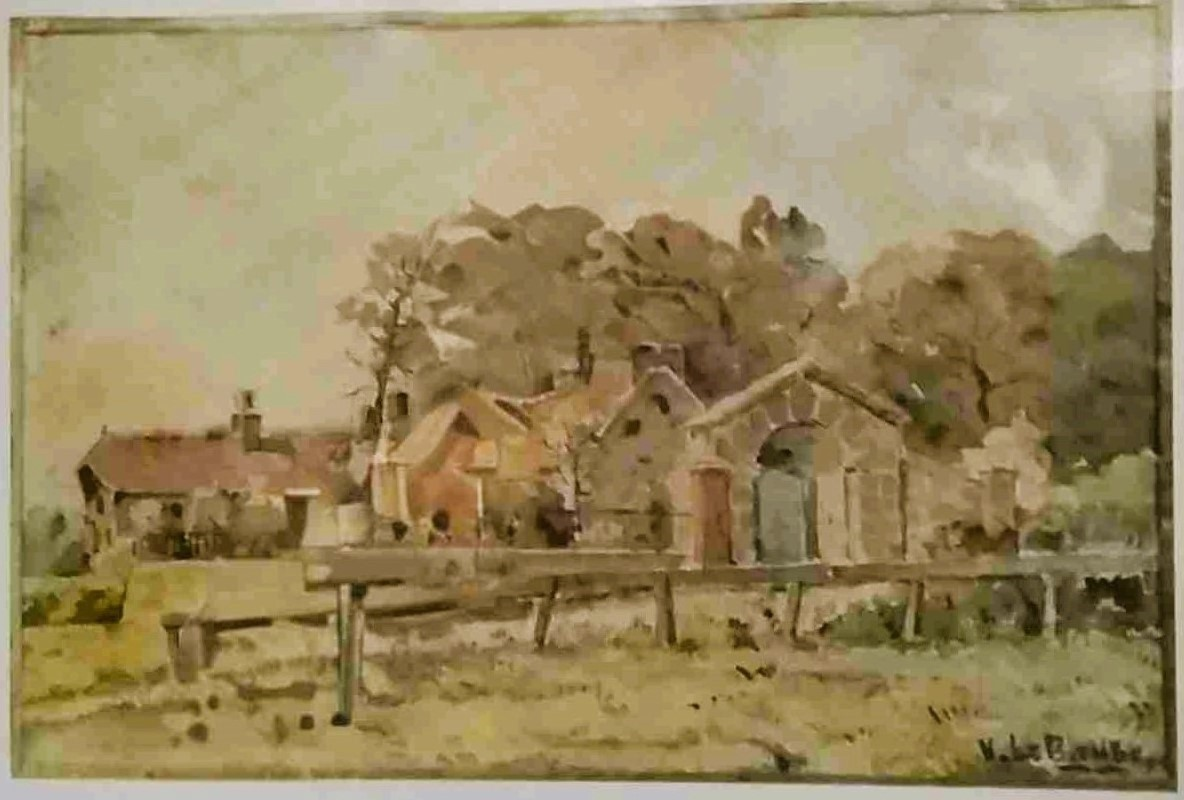
Le petit Château aquarelle de Victor Le Baube vers 1910

Victor Le Baube est un peintre figuratif (aquarelle, huile). Il peint des natures mortes qui s'inscrivent dans la tradition classique, des paysages du Vexin, d'Osny et de ses alentours qui permettent aujourd'hui d'avoir une vision fidèle de l'endroit tel qu'il était au début du XXe siècle. Attiré par la mer du fait de ses origines il peint aussi de nombreuses marines en Normandie et en Bretagne.
Victor Le Baube exerce aussi ses talents comme sculpteur et héraldiste.
Il expose au Salon des artistes français de 1889, 1890, 1901  "Le moulin d'Osny" et 1908. Une de ses peintures donnée en 1925 est conservée à Paris au musée Carnavalet.
Une exposition rétrospective de ses œuvres a lieu du 11 septembre au 13 octobre 2024 au musée William Thornley à Osny (Val d'Oise).

## Distinctions et décorations
Victor Le Baube est fait officier d'Académie (1896).
En 1916 il sera nommé au grade de chevalier de la Légion d'Honneur en tant que capitaine d'artillerie (il a de 1889 jusqu'à 1911 eu une activité d'officier de réserve et à ce titre a été mobilisé en 1914. Son nom figure sur le livre d'or des combattants de Verdun où il commandait un dépôt de munitions d'artillerie).

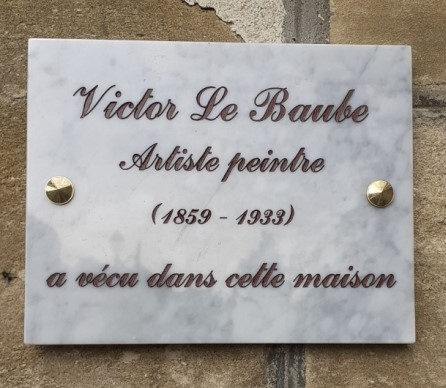
Plaque apposée sur son atelier à Osny

Une plaque est apposée à Osny 13 rue de l’Église sur la maison appelée "le Petit Château" où il vécut la dernière partie de sa vie et où il avait son atelier.

## Descendance
Il compte parmi sa descendance Claude Le Baube, officier de marine et artiste peintre, et Guy Le Baube, photographe.

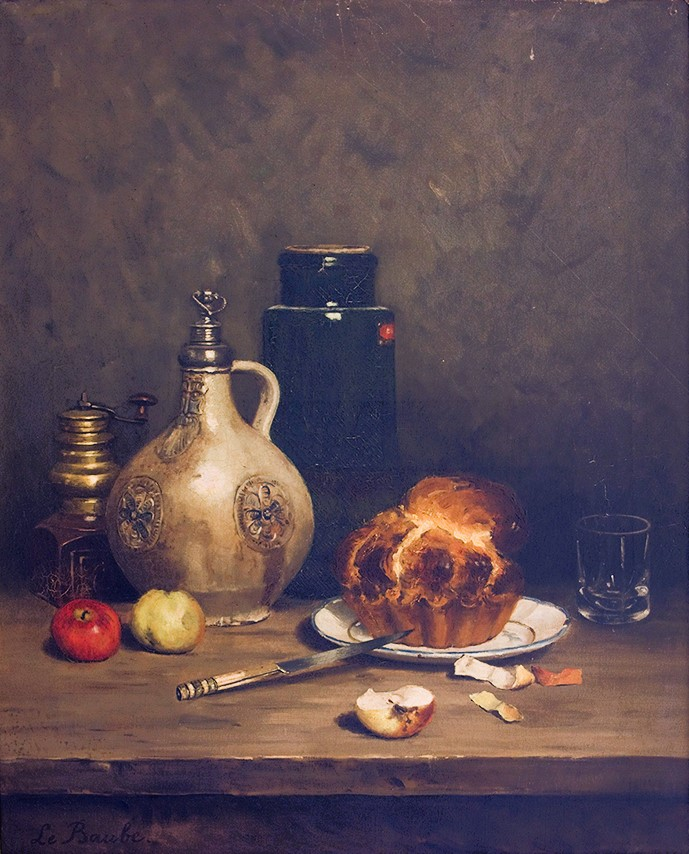
Nature morte (vers 1890) Victor Le Baube

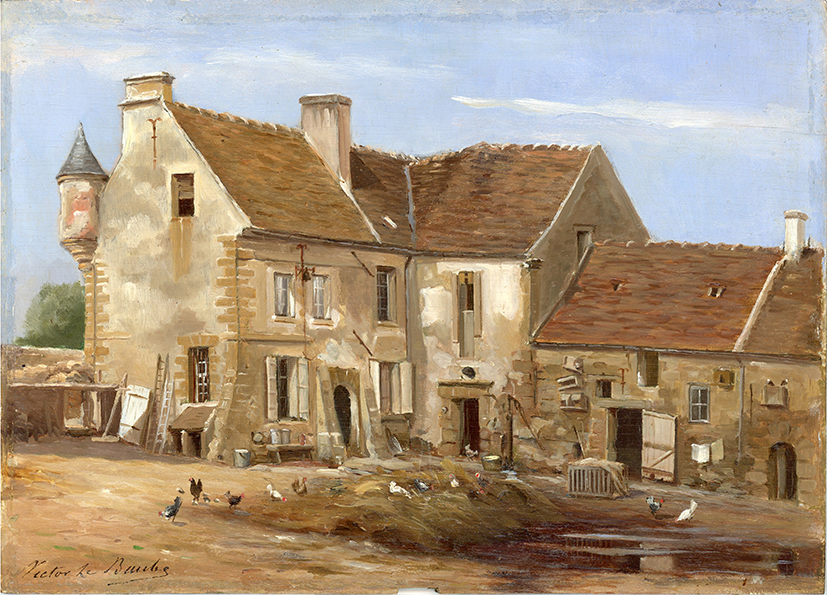
La ferme du bas d'Osny (vers 1905) Victor Le Baube

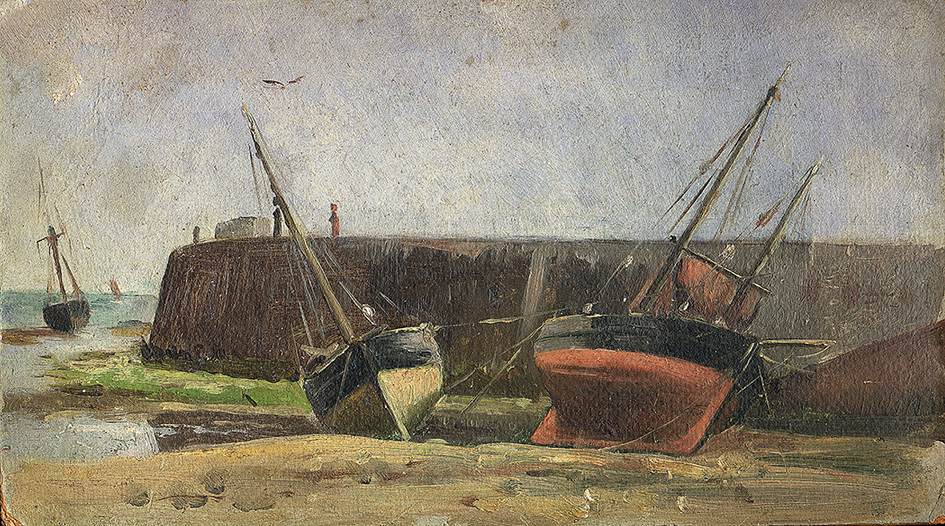
Marine par Victor Le Baube (vers 1913)